# 三司 (财政)
三司，指代度支司、盐铁转运司、户部司三部门，是唐代至宋代国家财政的主管部门。

## 历史
三司理财起源于唐代，三司衍生自唐代的户部；其中度支司最早分化，在唐天宝年间就已经独立，唐代后期更是成为财政的主导部门；而盐铁转运则是安史之乱以后第五琦、刘晏建立食盐专卖制度后的产物；户部司则起源于贞元年间的判户部；唐贞元二年（807年），上述部门最终成为相互独立的财政部门，同属于宰相下属。唐代的三司尚不是统一的理财机构，名义上归属宰相，实际上没有统一领导人，唐朝灭亡之后后梁甚至进一步分割部门职权，直到后唐孔谦出任租庸使，统领三司等部独揽财政大权，后唐明帝诛杀孔谦废止租庸使，设置三司使主判三司，三司由此成为统一的财政部门，后来的五代王朝都继承了这一制度。宋朝沿袭自五代，虽然三司有分有合，但最终发展为稳定的统一机构。宋太宗曾经尝试拆分三司，然而由于部门间协调失恰，至宋真宗再度统一三司。:1-25
熙宁变法中，王安石设置制置三司条例司试图接管三司权力。
元丰改制后废止。

## 机构
三司规模庞大，最高领导者是三司使，下分三司、三部、二十四案；三司内部有设置诸子司，有都磨堪司、都主辖支收司、拘收司、都理欠司、都凭由司、开拆司、发放司、勾凿司、催驱司、受事司等等部门，还有衙司管辖官、勾当公事官、勾当诸司、马步军粮料院官等等职官，乃至于另有河渠司专门负责疏浚汴河和黄河——三司职权极其广泛，总理国家财政，下至百姓赋税徭役、上至国家赏赐祭祀，包揽官员薪水、军费开支、水利修建等等不一而足，由此成为宋代政府财政开支最高的部门，也是宋代经济的重要组成部分。:1-25